# (65637) Tsniimash
(65637) Tsniimash est un astéroïde de la ceinture principale, de la famille de Hungaria.

## Description
(65637) Tsniimash est un astéroïde de la ceinture principale, de la famille de Hungaria. Il présente une orbite caractérisée par un demi-grand axe de 1,94 UA, une excentricité de 0,11 et une inclinaison de 22,0° par rapport à l'écliptique. Il fut découvert le 14 novembre 1979 par Lioudmila Jouravliova à Naoutchnyï.

## Compléments